# Ô Alexandrie
Ô Alexandrie est le vingtième album de la série Alix, écrite et dessinée par Jacques Martin, pour la première fois avec des collaborateurs au dessin (Rafael Morales et Marc Henniquiau). Il a été publié en 1996 aux Éditions Casterman.

## Synopsis
Alix et Enak arrivent à Thèbes, invités par Sénoris (voir Le Sphinx d'or). Apprenant qu'il est détenu au temple de Ramsès III, ils s'y rendent et le retrouvent enfermé dans l'obscurité. Celui-ci leur raconte la raison de sa détention : envoyé par Ptolémée XII réprimer une révolte ayant détruit le temple d'Aménophis III, il est interpellé par un homme accompagné d'un guépard. Ce dernier lui raconte l'histoire d'un trésor ramené jadis du pays de Pount à la reine Hatchepsout, que la souveraine a fait dissimuler dans un endroit secret ; l'homme lui révèle cet emplacement, mais en lui faisant promettre d'en garder la confidence. De retour à Alexandrie, le nouveau pharaon Ptolémée XIII le fait arrêter dans le but de lui faire avouer ce secret.
Alix et son compagnon quittent Sénoris à la nuit tombée, mais sont arrêtés pour avoir pris une barque d'Amon et circulé sur le canal sacré. Ils sont libérés par Cléopâtre VII, qui désire également s'emparer du trésor - le royaume ayant besoin d'argent - et pense à tort que le prisonnier le leur a dit. Ils se rendent auprès de Sénoris, qui ne leur dit rien. La nuit tombée, Alix et Enak sont surpris par l'intrusion d'un guépard dans leur chambre, qu'il ne parviennent pas à suivre ; la nuit suivante, c'est une hyène qui les surprend au lit, accompagnée par Qâa (voir Le Prince du Nil), l'homme au guépard du récit de Sénoris. Ensemble, ils s'enfuient dans les montagnes, leur vie étant menacée. Au matin, ils sont traqués par le jeune pharaon, qui voulait les tuer. Des guépards l'attaquent et le font tomber de son char mais ils sont mystérieusement rappelés avant de l'avoir touché.
Qâa révèle aux deux héros l'existence d'une matière brillante sans combustion ni fumée, l'orichalque (voir Le Spectre de Carthage). Enduite sur des torches, elle leur permet de pénétrer dans la nappe phréatique menant au sanctuaire pour délivrer Sénoris ; l'ermite, craignant l'eau froide, ne les accompagne pas, mais leur envoie de l'aide, les souterrains étant piégés. Alix et Enak parviennent finalement à secourir leur ami, qui finit par mourir après leur avoir révélé l'emplacement du trésor. Après avoir échoué à se débarrasser de son frère et mari, Cléopâtre, grâce à un devin, parvient à localiser les fuyards dans une oasis. Alix ne révèle pas à la reine l'emplacement du trésor, mais celle-ci le laisse partir, le devin lui ayant conseillé de l'épargner. Parvenu à l'emplacement indiqué, une grotte escarpée dans une falaise, Alix découvre un coffre qu'il projette au sol ; les hommes accompagnant Qâa s'emparent de la plupart des joyaux dispersés au sol et s'enfuient. Enak ramasse ce qui reste et rentre avec Alix au sanctuaire de Ramsès ; ils livrent l'essentiel de leur butin à Cléopâtre, qui leur permet de repartir du pays en sécurité.

## Personnages
- Alix Graccus
- Enak
- Sénoris, ancien vizir, enfermé pour lui soutirer son secret
- Ptolémée XIII, jeune pharaon cruel, capricieux et alcoolique
- Cléopâtre, épouse et sœur de Ptolémée, elle le méprise et adopte une attitude plus favorable à Alix